# Shurdington
Shurdington – wieś w Anglii, w hrabstwie Gloucestershire, w dystrykcie Tewkesbury. Leży 9 km na wschód od miasta Gloucester i 143 km na zachód od Londynu.